# Уайтні (кратер)
Кратер Уайтні (англ. Craters Uaithne) — метеоритний кратер на Європі, супутнику Юпітера.

## Характеристики
Утворився на місці падіння на поверхню супутника Європа космічного метеорита, якого притягнув у свою орбіту масивний Юпітер. Внаслідок чого сформувався ударний кратер з діаметром 6,5 кілометра. Центр кратера розташовано за координатами 48.5° пд. ш., та 90.7° зх. д.
Вперше про льодовий кратер довідалися в 2000 році, після дослідження поверхні супутника телескопами з Землі. Названий на ім'я Уайтні, на честь Арфи Дагди, батька всіх богів у кельтської міфології.